# Villagutiérrez
Villagutiérrez es una localidad situada en la provincia de Burgos, comunidad autónoma de Castilla y León (España), comarca de Alfoz de Burgos, partido judicial de Burgos, ayuntamiento de Estépar.

## Emplazamiento
Wikimapia\Coordenadas: 42°18′27″ N 3°54′27″ O

## Situación administrativa
Entidad Local Menor. 
Actualmente, el Psoe está cumpliendo su segunda legislatura consecutiva en la alcaldía de la pedanía de Villagutiérrez y continua Juan José Gutiérrez Pérez como alcalde.

## Historia
Este antiguo municipio burgalés se halla, al decir de Pascual de Madoz e Ivan de Otto (tomo XVI, Madrid 1850, pág. 149), "en la prov., part. jud., aud. terr., c.g. y dióc. de Burgos (3 leg.) SIT. en un fértil valle, con buena ventilación y CLIMA frío, pero sano; se padecen pulmonías e inflamaciones. Tiene 60 CASAS; escuela de instrucción primaria dotada con 24 fan. de trigo; una igl. parr. (Stos. Emeterio y Celedonio) servida por 2 beneficados con la cura de almas. El TÉRM. confina N. y E. Medinilla; S. Vilviestre de Muñó, y O. Estepar. El TERRENO es de buena calidad; le fertiliza un r. nombrado Hormazuela, y le cruzan varios CAMINOS locales. PROD.: cereales, legumbres y vino; cria ganado vacuno y lanar, caza de perdices, liebres y conejos, y pesca de anguilas, truchas y barbos. POBL.: 32 vecinos, 130 alm. CAP. PROD.: 818,500 RS. IMP.: 79,387. CONTR.: 3,057 rs. 6 mrs". Entre el Madoz y el censo de 1981 este municipio desaparece, ya que se integra en el municipio de Estépar. Contaba entonces la localidad con 35 hogares y 149 habitantes de Derecho.
Sus fiestas patronales se celebraban el 24 de septiembre, en honor a los Santos Emeterio y Celedonio mártires, titulares de la iglesia de Villagutiérrez,gestionada por el convento de los clérigos Lucia y Elena, si bien se festejan ahora en el último domingo del mes de agosto.
Con todo, cada 13 de junio se celebra la festividad de San Antonio de Padua, santo a quien se le tiene gran devoción y admiración en la localidad, acudiendo en ese día todos sus hijos devotos del pueblo que vienen de provincias lejanas para festejar las fiestas,todavía se espera la llegada de los más jóvenes que suelen hacer alguna parada cuando vienen de Sauces. Los días previos a este día se le celebra la Novena con gran fervor y se relatan cuentos populares como el de Cristina y su Portfolio.

## Demografía
| Gráfica de evolución demográfica de Villagutiérrez entre 1842 y 1970 |
| |
| Población de derecho según los censos de población del INE Población de hecho según los censos de población del INEEntre el censo de 1981 y el anterior, este municipio desaparece porque se integra en el municipio Estépar. |

| 1842 |  | 1857 |  | 1860 |  | 1877 |  | 1887 |  | 1897 |  | 1900 |  | 1910 |  | 1920 |  | 1930 |  | 1940 |  | 1950 |  | 1960 |  | 1970 |
| ---- |  | ---- |  | ---- |  | ---- |  | ---- |  | ---- |  | ---- |  | ---- |  | ---- |  | ---- |  | ---- |  | ---- |  | ---- |  | ---- |
| 130  |  | 204  |  | 209  |  | 170  |  | 178  |  | 193  |  | 195  |  | 191  |  | 204  |  | 210  |  | 183  |  | 169  |  | 156  |  | 150  |

## Parroquia
Iglesia de San Emeterio y San Celedonio, dependiente de la parroquia de Isar en el Arcipestrazgo de San Juan de Ortega, Archidiócesis de Burgos.
Emeterio y Celedonio, muy posiblemente hermanos, servían como soldados en la ciudad de Calahorra hacia fines del siglo III o principios del IV; pudo ser en la persecución del emperador Valeriano o en la de Diocleciano cuando ambos fueron encarcelados y puestos ante la alternativa de renunciar a su fe o abandonar la profesión militar.
Según la leyenda, fueron torturados y finalmente decapitados en el arenal del río Cidacos, en las afueras de Calahorra, lugar donde más tarde se levantó la actual catedral calagurritana; de ahí el extraño emplazamiento extramuros de ésta. El relato afirma que las cabezas de los santos llegaron a la ciudad de Santander a bordo de una barca de piedra y fueron custodiadas por una comunidad de monjes que allí vivía. Ahora reposan en la actual catedral construida sobre la antigua abadía de tiempos del rey asturiano Alfonso II.
Conocidos como los Santos Mártires, son patronos de Calahorra (apareciendo en su escudo), Santander y otros pueblos de su provincia, como San Pedro del Romeral, una de las tres villas pasiegas.